# Свети Йоан Богослов (Богословец)
„Свети Йоан Богослов“ (на македонска литературна норма: „Свети Јован Богослов“) е възрожденска православна църква в щипското село Богословец, източната част на Република Македония. Част е от Брегалнишката епархия на Македонската православна църква – Охридска архиепископия.
Църквата е изградена в 1825 или в 1866 година от непознати майстори. От този период са и иконите, дело в по-голямата си част на Андон Китанов от Папрадище, сина му Ангелко, хаджи Коста Кръстев, Йован Прилепчанин и неизвестни. В архитектурно отношение е трикорабна базилика и е най-големият храм в Овче поле от този период. По начина на украса на таваните и появата на профанни елементи в декорацията на вътрешността храмът прилича на творчеството на Андрей Дамянов.